# Wieża widokowa na Lubaniu
Wieża widokowa na Lubaniu – turystyczna wieża widokowa otwarta w 2015, wybudowana na zachodnim wierzchołku Lubania (1211 m), najwyższego szczytu Pasma Lubania w południowo-wschodniej części Gorców.

## Opis
Wieża powstała w latach 2014–2015 w ramach projektu „Enklawa aktywnego wypoczynku w sercu Gorców – szlaki turystyki rowerowej,
pieszej i narciarskiej w Gminie Ochotnica Dolna” współfinansowanego przez Unię Europejską. Architektonicznie wieża nawiązuje do drewnianych kościołów gotyckich z regionu.
Wieża konstrukcji drewnianej o wysokości całkowitej 30 m posiada taras widokowy na wysokości 20,70 m nad poziomem terenu. Na platformę widokową prowadzi 138 schodów z pomostami spocznikowymi co 8 schodów. Znajdują się na niej tablice panoramiczne. Z wieży można obserwować Gorce, Pieniny, Jezioro Czorsztyńskie, Magurę Spiską, Pogórze Spisko-Gubałowskie, Tatry.

## Galeria

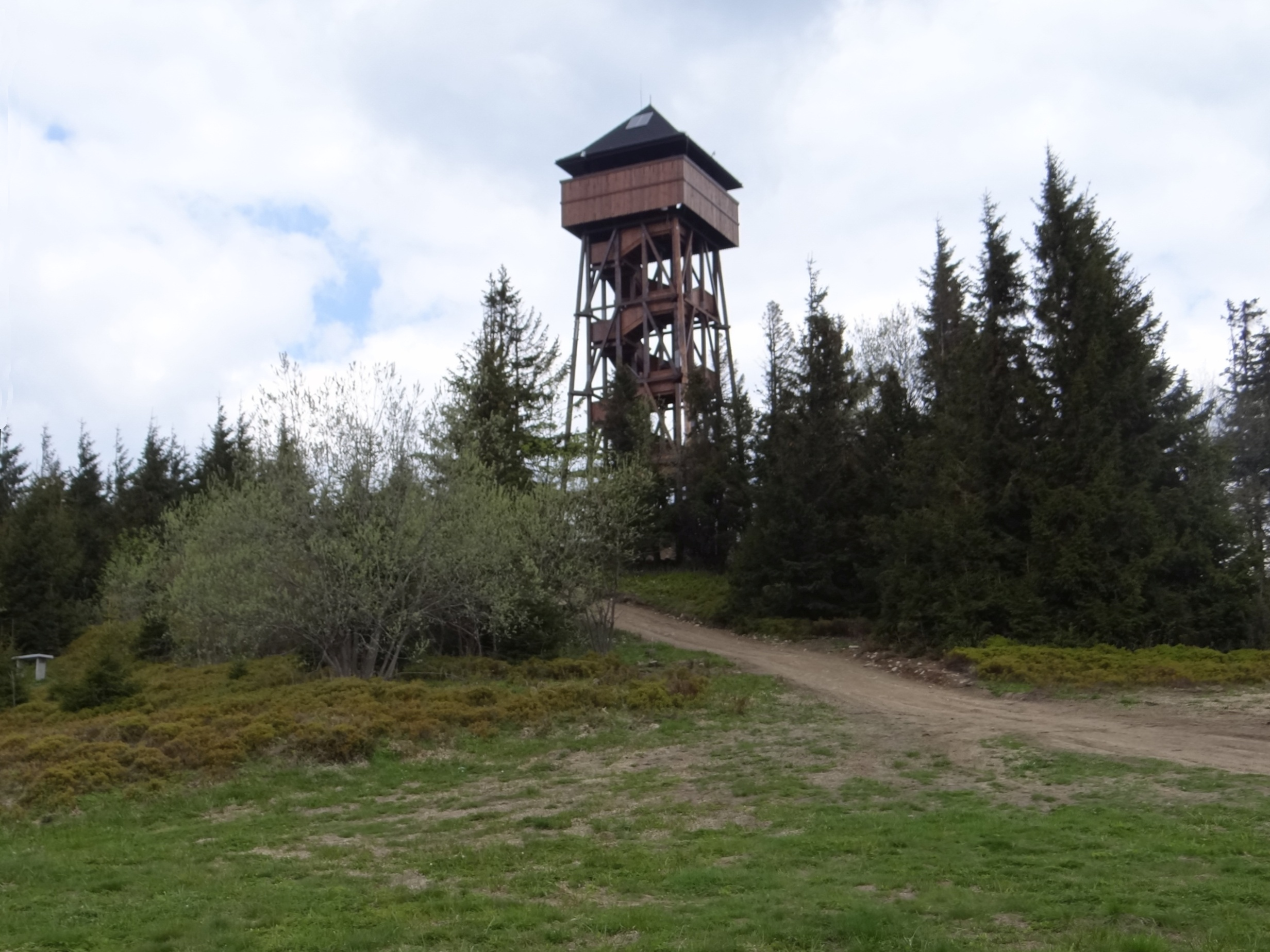
Wieża widokowa na Lubaniu
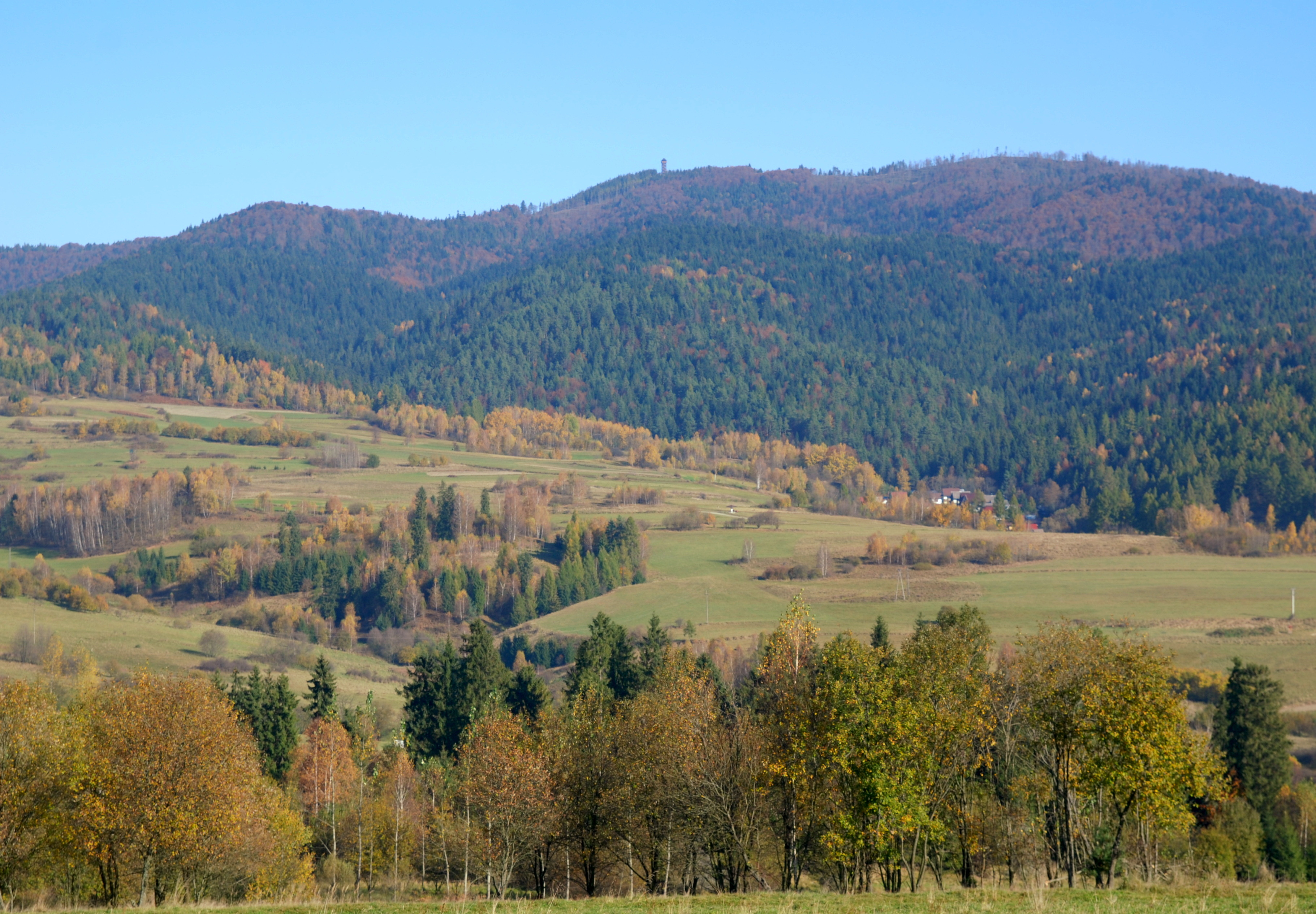
Lubań z wieżą
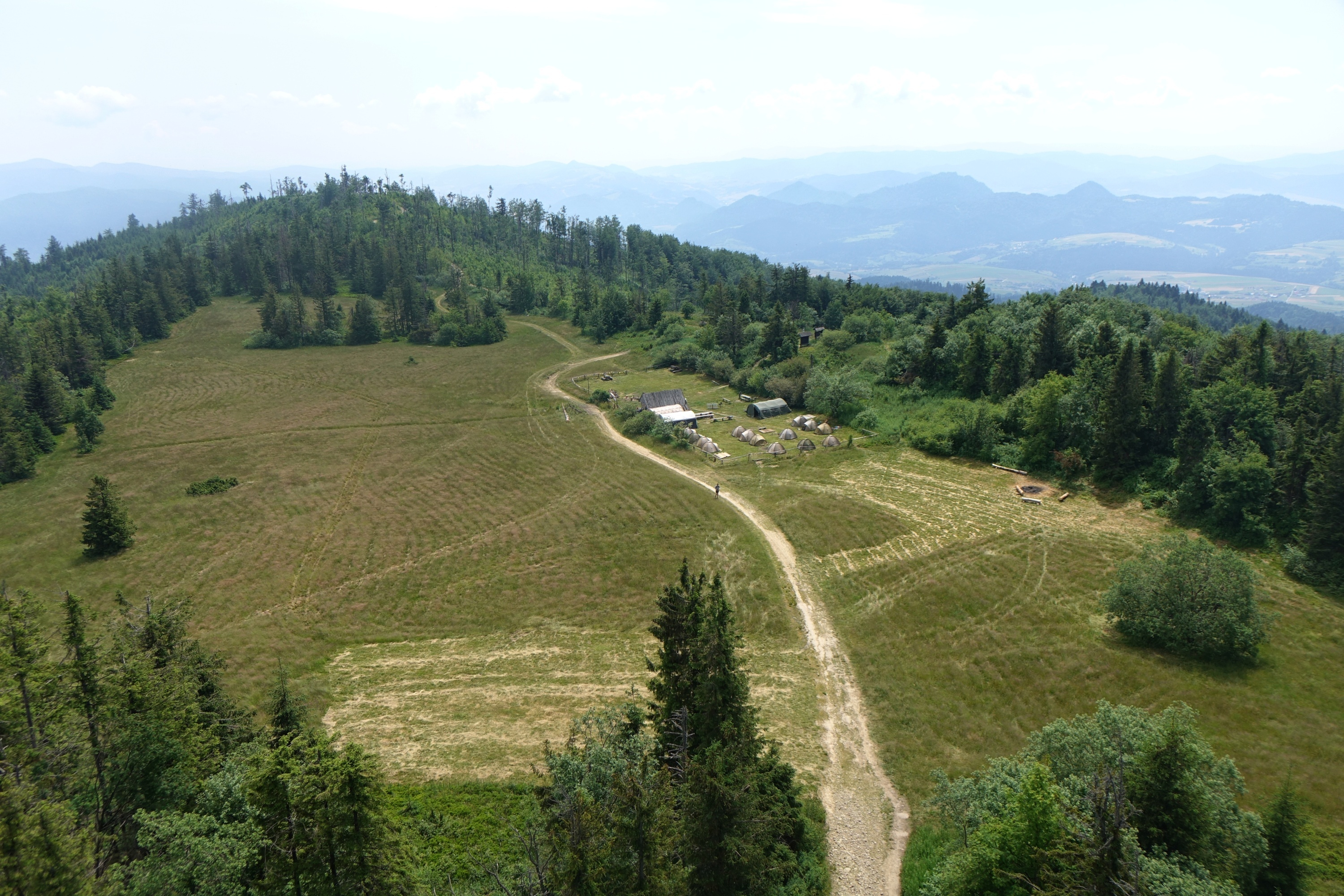
Widok z wieży

Wieża widokowa na Lubaniu znajduje się w granicach wsi Krośnica w województwie małopolskim, w powiecie nowotarskim, w gminie Krościenko nad Dunajcem. W Gorcach są jeszcze trzy inne wieże widokowe. Oprócz tej na Lubaniu są to: wieża widokowa na Gorcu, wieża widokowa na Magurkach oraz wieża widokowa na rabczańskiej Polczakówce.